# موش‌های آزمایشگاهی: نیروی نخبگان
موش‌های آزمایشگاهی: نیروی نخبگان (به انگلیسی: Lab Rats: Elite Force) یک مجموعه تلویزیونی کمدی و علمی–تخیلی محصول کشور آمریکا و ساخته کریس پترسون و برایان مور است که اولین بار ۲ مارس ۲۰۱۶ از شبکه دیزنی اکس‌دی و در ۱۵ قسمت پخش شد. این سریال دنباله سریال موش‌های آزمایشگاهی است. بیلی اونگر و کلی برگلند نقش‌هایشان در سریال موش‌های آزمایشگاهی و بردلی استیو پری، جیک شورت و پاریس برلک نقش‌هایشان در سریال پزشکان قهرمان را در این سریال تکرار می‌کنند.

## داستان
پس از آنکه بیمارستان امنیت موتس توسط گروهی از ستیزه‌جویان بیگانه نابود شد، کز، اولیور و اسکایلر به چیس و بری می‌پیوندند تا یک نیروی قدرتمند که توانایی‌های بیونیک دارند تشکیل دهند و امنیت جهان را حفظ کنند.

## بازیگران
- بیلی اونگر در نقش چیس: رهبر تیم و برادر بیونیک فکری بری.
- بردلی استیو پری در نقش کز: بهترین دوست اولیور.
- جیک شورت در نقش اولیور: بهترین دوست کز.
- پاریس برلک در نقش اسکایلر: ابرقهرمان بیگانه از کالدرا که در تلاش است تا قدرت خود را بازیابی کند، او خواهر جدید بری است.
- کلی برگلند در نقش بری: خواهر چیس و بهترین دوست اسکایلر، او قدرت‌هایی از سنگ فضایی به دست می‌آورد.

## بازخورد
امیلی اشبی از کامن سنس مدیا به این سریال، چهار ستاره از پنج ستاره داد.